# Henri Bosco
Henri Bosco (16. listopadu 1888 Avignon – 4. května 1976 Nice) byl francouzský spisovatel.

## Život
V roce 1909 vystudoval Université Grenoble-Alpes, bojoval v první světové válce a získal Croix de guerre. Pracoval jako učitel francouzštiny v Bělehradě, Neapoli a Rabatu, zabýval se také hudbou a klasickou filologií. Dožil se 87 let a podle svého přání byl pohřben v Lourmarinu.

## Dílo
Byl představitelem regionální literatury, jeho tvorba je spojena s přírodou jihovýchodní Francie. Nezkrotnou krajinu Camargue a svéráznou mentalitu místních venkovanů popsal ve své nejslavnější knize Měsíční pahorek v dlani. Vedle fantaskní a lyricky laděné prózy se věnoval také poezii a dětské literatuře. Podle jeho předlohy vznikl televizní seriál L'Âne Culotte.

## Ocenění
V roce 1945 získal Renaudotovu cenu za román Já, Pascal Dérivat (Le Mas Théotime). V roce 1953 mu byla udělena Grand prix national des Lettres a v roce 1973 Řád čestné legie. Byl také nominován na Nobelovu cenu za literaturu.

## Příbuzenstvo
Pocházel z rodiny piemontských přistěhovalců, jeho příbuzným byl svatý Jan Bosco.